# She Wolf (Album)
She Wolf (englisch für Wölfin) ist das dritte englische Studioalbum (das achte insgesamt) der kolumbianischen Latin-Pop-/Rock-Sängerin Shakira. Es wurde am 9. Oktober 2009 weltweit veröffentlicht. Dieses Album ist durch eine eindeutige Abkehr vom Latin Pop/Rock zum Dance-/Elektro-Stil der Sängerin gekennzeichnet. So wurde für die Produktion des Albums der Hip-Hop-Produzent Timbaland engagiert.

## Hintergrund
Im Februar 2008 begann Shakira mit den Arbeiten an einem neuen Album, an dem unter anderem Wyclef Jean und Pharrell Williams als Produzenten mitwirken. Im März 2009 wurde bekannt, dass es wie bereits 2005 wieder zwei Alben geben wird. Am 9. Oktober 2009 erschien in Deutschland das englischsprachige Album mit dem Titel She Wolf, das Platz 3 der deutschen Album-Charts erreichte, jedoch nicht an den Erfolg der Vorgängeralben anschließen konnte. Die gleichnamige erste Single wurde am 17. Juli erstmals in Deutschland im Radio gespielt und erschien Anfang September als Single. Der Videoclip – realisiert von Jake Nava – wurde erstmals am 30. Juli im US-TV gezeigt. Das spanische Pendant Loba wurde Ende Juni 2009 zum ersten Mal im Radio gespielt.
Mit Give It Up To Me wurde Mitte Oktober 2009 ein neuer Song vorgestellt. Der von Timbaland produzierte Track – eine Zusammenarbeit mit dem Rapper Lil Wayne – erschien am 13. November in den USA als zweite Single; eine weltweite Veröffentlichung ist bisher nicht geplant. Am 23. November erschien She Wolf auch in den USA und erreichte hier Platz 15.

## Veröffentlichung
Shakira erklärte auf ihrer Website, dass „Das komplette Album im Oktober 2009 von Epic veröffentlicht wird“ und „englische Songs enthält“. Shakira erklärte außerdem, dass sie 2010 eine spanische Version des Albums mit dem Titel Loba veröffentlichen werde. Shakira stellte „She Wolf“ am 13. Juli 2009 auf Z100 und KIIS-FM vor. Shakira erzählte in einem Interview, das Album werde drei spanische Songs enthalten.

## Rezeption
Das Album wurde bei Kritikern gemischt aufgenommen. Das Rolling-Stone-Magazin bemängelt den vollzogenen Stilwechsel der Sängerin.

„Statt ihren erfolgreichen Latin-Trend fortzusetzen, möchte Shakira unbedingt neue Stile ausprobieren, was ihr mit diesem Album nicht gelungen ist“

Andy Gill von der New York Times lobte hingegen den Stil des Albums.

„Shakira hat mit diesem Album gezeigt, dass sie auch im Bereich der Dance- und Elektromusik perfektioniert und super Songs abliefert. ‚She Wolf‘ ist Dance- und Elektromusik auf der Höhe der Zeit und für jeden Geschmack.“

## Stil
Das Album ist stark vom Stil der Dance- und Elektro-Musik beeinflusst (She Wolf, Why Wait, Men In This Town), enthält aber auch Shakiras klassische Latin-Pop/Rock-Elemente (Mon Amour, Gypsy, Long Time).
Sie selbst sagte: „Ich war sehr neugierig und fasziniert auf und von der Welt des Elektropop und das, was sie zu bieten hat. Ich wollte sicher gehen, dass das Album sehr basslastig wird und mich auf den Beat konzentrieren. Aber meine Musik ist sehr komplex, weil ich immer versuche mit Klängen aus anderen Teilen der Welt zu experimentieren.“

## Titelliste
1. She Wolf (Shakira, Sam Endicott, John Hill) – 3:08
2. Did It Again (Shakira, Pharrell Williams) – 3:12
3. Long Time (Shakira, Williams) – 2:56
4. Why Wait (Shakira, Williams) – 3:41
5. Good Stuff (Shakira, Williams) – 3:17
6. Men in This Town (Shakira, Endicott, Hill) – 3:34
7. Gypsy (Shakira, Amanda Ghost, Ian Dench, Carl Sturken, Evan Rogers) – 3:18
8. Spy (feat. Wyclef Jean) (Shakira, Wyclef Jean) – 3:27
9. Mon Amour (Shakira, Albert Menendez) – 4:05
10. Lo hecho está hecho (Shakira, Jorge Drexler, Williams) – 3:12
11. Años luz (Shakira, Drexler, Williams) – 3:41
12. Loba (Shakira, Endicott, Hill, Drexler) – 3:08

Deluxe Edition
1. Give It Up To Me (feat. Timbaland & Lil Wayne) (Timothy Mosley, Shakira, Dwayne Carter, Amanda Ghost) – 3:03

## Singles

### Chartplatzierungen
| Jahr | Titel                              | Höchstplatzierung, Gesamtwochen, AuszeichnungChartplatzierungen (Jahr, Titel, , Platzierungen, Wochen, Auszeichnungen, Anmerkungen) | Höchstplatzierung, Gesamtwochen, AuszeichnungChartplatzierungen (Jahr, Titel, , Platzierungen, Wochen, Auszeichnungen, Anmerkungen) | Höchstplatzierung, Gesamtwochen, AuszeichnungChartplatzierungen (Jahr, Titel, , Platzierungen, Wochen, Auszeichnungen, Anmerkungen) | Höchstplatzierung, Gesamtwochen, AuszeichnungChartplatzierungen (Jahr, Titel, , Platzierungen, Wochen, Auszeichnungen, Anmerkungen) | Höchstplatzierung, Gesamtwochen, AuszeichnungChartplatzierungen (Jahr, Titel, , Platzierungen, Wochen, Auszeichnungen, Anmerkungen) | Höchstplatzierung, Gesamtwochen, AuszeichnungChartplatzierungen (Jahr, Titel, , Platzierungen, Wochen, Auszeichnungen, Anmerkungen) | Anmerkungen                                                                             |
| Jahr | Titel                              | DE | AT | CH | UK | US | ES | Anmerkungen                                                                             |
| ---- | ---------------------------------- | --- | --- | --- | --- | --- | --- | --------------------------------------------------------------------------------------- |
| 2009 | Loba / She Wolf                    | DE2 (18 Wo.)DE | AT3 (19 Wo.)AT | CH3 Gold · (23 Wo.)CH | UK4 Platin · (21 Wo.)UK | US11 Platin · (20 Wo.)US | ES2 ×2Doppelplatin · (49 Wo.)ES | Erstveröffentlichung: 10. Juni 2009 Verkäufe: + 2.932.000                               |
| 2009 | Lo hecho está hecho / Did It Again | DE34 (9 Wo.)DE | AT34 (4 Wo.)AT | CH29 (6 Wo.)CH | UK26 (8 Wo.)UK | — | ES12 Gold · (23 Wo.)ES | Erstveröffentlichung: 16. Oktober 2009 Verkäufe: + 110.000                              |
| 2009 | Give It Up to Me                   | — | — | — | — | US29 Gold · (11 Wo.)US | — | Erstveröffentlichung: 19. Oktober 2009 Verkäufe: + 500.000; feat. Lil Wayne & Timbaland |
| 2010 | Gitana / Gypsy                     | DE7 (18 Wo.)DE | AT11 (10 Wo.)AT | CH12 (18 Wo.)CH | — | US65 (3 Wo.)US | ES3 Platin · (38 Wo.)ES | Erstveröffentlichung: 19. Februar 2010 Verkäufe: + 160.000                              |

### She Wolf
She Wolf ist die erste Singleauskopplung aus dem Album She Wolf. Im Gegensatz zu früheren Liedern von Shakira ist She Wolf ein Dance- und Elektropop-Song.
In Deutschland erreichte She Wolf Platz zwei der Single-Charts.
In den USA konnte die Single aufgrund von hohen Downloadzahlen innerhalb von wenigen Wochen bis auf Platz 11 der Billboard Hot 100 klettern. In Großbritannien erreichte der Song Platz vier der Singlecharts und in Österreich und der Schweiz jeweils Platz drei der Charts.
She Wolf wurde in den USA für über eine Million verkaufte Exemplare mit Platin ausgezeichnet. Im Vereinigten Königreich mit Silber und in Spanien zwei Mal mit Platin.
Das Musikvideo zu She Wolf, in dem Shakira in einem hautfarbenen Kleid in einem Käfig tanzt, sorgte für Diskussionsstoff in den Massenmedien und der Presse.
Das Musikvideo war bei den MTV Europe Music Awards 2009 in der Kategorie „Video des Jahres“ nominiert.
Die spanische Version von She Wolf, Loba erreichte in allen spanischsprachigen Ländern Platz eins der Charts.

### Did It Again
Did It Again (deutsch: Habe es wieder getan) ist in Europa die zweite und in den USA die vierte Singleauskopplung aus dem Album She Wolf. Der Song ist wie She Wolf ein Dance- und Elektropop-Song. In Europa konnte Did It Again nicht an den Erfolg der Vorgängersingle She Wolf anknüpfen. In Deutschland erreichte der Song Platz 34 der Charts, in Österreich ebenfalls Platz 34, in der Schweiz Platz 29 und in Großbritannien Platz 26.
Im Musikvideo zu Did It Again tanzt Shakira mit einem Tänzer in einem Bett.
Shakira sang Did It Again bei den MTV Europe Music Awards 2009 live.
Die spanische Version Lo hecho está hecho war erneut ein Erfolg in den Charts der spanischsprachigen Länder.

### Give It Up to Me
Give It Up to Me (deutsch: Überlass es mir) ist die zweite in den USA und in Europa die dritte Singleauskopplung aus dem Album She Wolf. Der Song ist ein Electro-Hop-Song mit Hip-Hop- und Dancehall-Elementen, das sich eher dem Genre Hip-Hop anschließen lässt, das vor allem durch die Hip-Hopper Timbaland und Lil Wayne, die im Song rappen, dementsprechend versucht Shakira in diesem Song auch ihr Können als Rapperin, dadurch gelingt Shakira mit ihren Gesang eine Mischung aus Rap und Latin Pop. Der Song hat wesentliche Ähnlichkeiten mit Timbalands Produktionen Maneater, Give It to Me und Promiscous von der Sängerin Nelly Furtado, mit der Timbaland 2006 an ihrem Album Loose arbeitete. In den USA erreichte die Single Platz 29 in den Billboard Hot 100. In den USA konnte Give It Up to Me nicht an den Erfolg von She Wolf anknüpfen, aber trotzdem Erfolg feiern.
Shakira sang Give It Up to Me live bei den American Music Awards 2009.
Eine spanische Version gibt es zu diesem Song nicht.

### Gypsy
Gypsy (deutsch: Zigeuner) wurde Anfang 2010 in den USA und Europa als dritte Singleauskopplung aus dem Album She Wolf veröffentlicht. Die Single erreichte bislang Platz 7 der deutschen sowie Platz 11 der österreichischen und Platz 12 der schweizerischen Charts. Am 27. März 2010 sang Shakira Gypsy live bei Wetten, dass..?.
Von Gypsy gibt es auch eine spanische Version Gitana, die nicht auf der Original-Ausgabe von She Wolf enthalten ist. Gypsy und Gitana wurden am 22. Februar 2010 zu den Radiostationen weltweit gesendet. Das Musikvideo hatte seine Premiere am 26. Februar 2010 mit einem Auftritt des Tennisspielers Rafael Nadal als Shakiras Liebespartner.
Gitana ist auf einem Re-Release der spanischen Album-Version Loba enthalten, welche Ende März 2010 in Spanien und Lateinamerika erschienen ist.

## Kommerzieller Erfolg

### Chartplatzierungen
| ChartsChartplatzierungen       | Höchstplatzierung | Wochen |
| ------------------------------ | ----------------- | ------ |
| Deutschland (GfK)              | 3 (25 Wo.)        | 25     |
| Österreich (Ö3)                | 4 (15 Wo.)        | 15     |
| Schweiz (IFPI)                 | 1 (46 Wo.)        | 46     |
| Spanien (Promusicae)           | 2 (54 Wo.)        | 54     |
| Vereinigte Staaten (Billboard) | 15 (15 Wo.)       | 15     |
| Vereinigtes Königreich (OCC)   | 4 (15 Wo.)        | 15     |

| ChartsJahrescharts (2009) | Platzierung |
| ------------------------- | ----------- |
| Schweiz (IFPI)            | 78          |

| ChartsJahrescharts (2010)      | Platzierung |
| ------------------------------ | ----------- |
| Schweiz (IFPI)                 | 84          |
| Vereinigte Staaten (Billboard) | 114         |

### Auszeichnungen für Musikverkäufe
| Land/Region                  | Auszeichnungen für Musikverkäufe (Land/Region, Auszeichnung, Verkäufe) | Verkäufe |
| ---------------------------- | ---------------------------------------------------------------------- | -------- |
| Argentinien (CAPIF)          | Gold                                                                   | 20.000   |
| Brasilien (PMB)              | Platin                                                                 | 60.000   |
| Chile (IFPI)                 | Gold                                                                   | 7.500    |
| Deutschland (BVMI)           | Gold                                                                   | 100.000  |
| Frankreich (SNEP)            | Gold                                                                   | 50.000   |
| Golf-Kooperationsrat (IFPI)  | Platin                                                                 | 6.000    |
| Griechenland (IFPI)          | Gold                                                                   | 3.000    |
| Irland (IRMA)                | Gold                                                                   | 7.500    |
| Italien (FIMI)               | Platin                                                                 | 70.000   |
| Kanada (MC)                  | Gold                                                                   | 40.000   |
| Kolumbien (ASINCOL)          | 2× Platin                                                              | 40.000   |
| Mexiko (AMPROFON)            | 5× Gold (She Wolf) · + 2× Platin (Loba)                                | 270.000  |
| Polen (ZPAV)                 | Platin                                                                 | 20.000   |
| Schweiz (IFPI)               | Gold                                                                   | 15.000   |
| Spanien (Promusicae)         | Platin                                                                 | 60.000   |
| Ungarn (MAHASZ)              | Gold                                                                   | 3.000    |
| Venezuela (APFV)             | Gold                                                                   | 5.000    |
| Vereinigtes Königreich (BPI) | Gold                                                                   | 100.000  |
| Insgesamt                    | 12× Gold · 11× Platin ·                                                | 867.000  |

Hauptartikel: Shakira/Auszeichnungen für Musikverkäufe